# Hamers
Pour les articles homonymes, voir Hamer et Hamar.

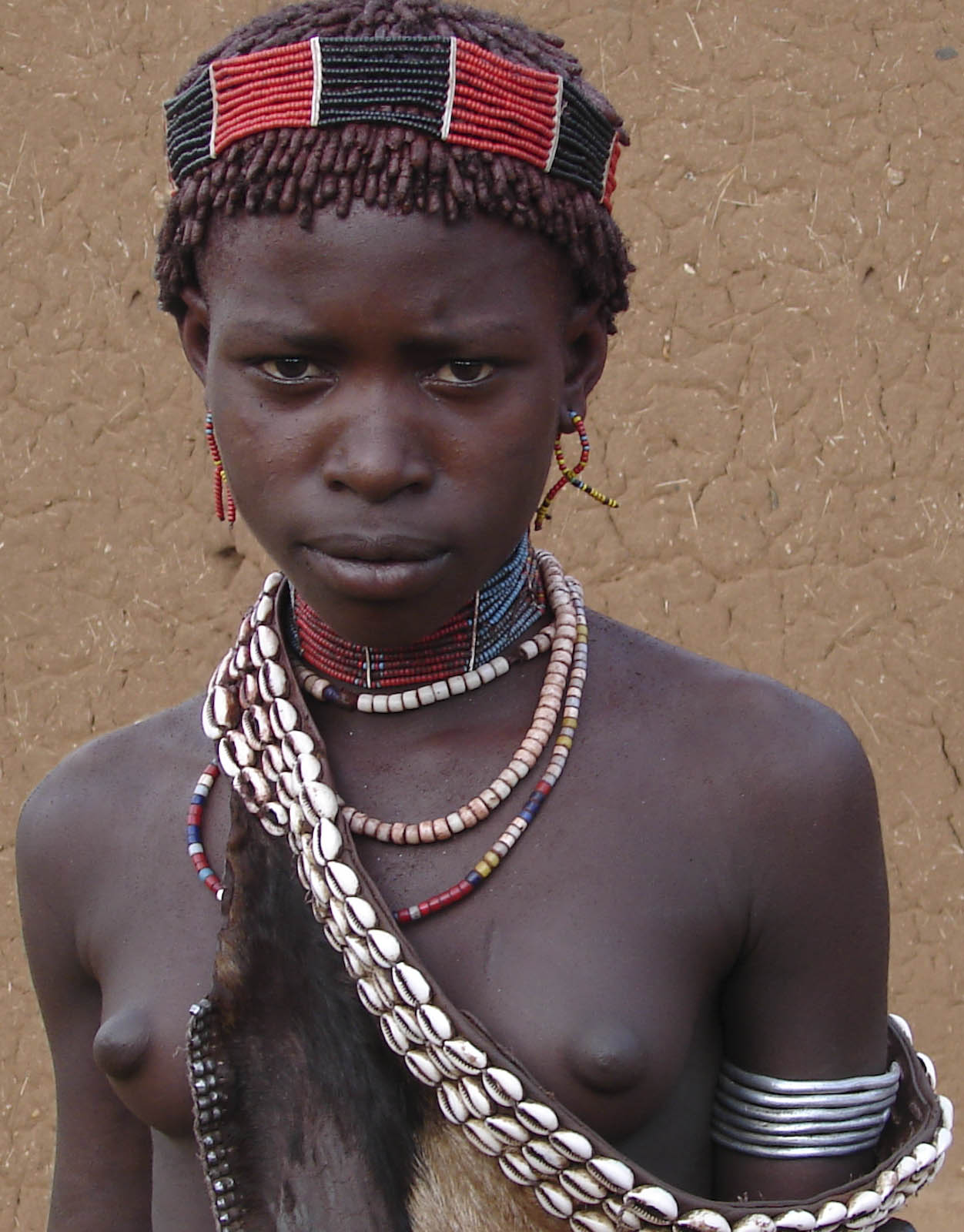
Jeune femme Hamer à Turmi

Les Hamers sont des habitants d'Afrique de l'Est vivant dans le sud-ouest de l'Éthiopie, dans la woreda Hamer Bena, une zone fertile de la vallée de l'Omo située dans la Région des nations, nationalités et peuples du Sud.

## Ethnonymie
Selon les sources et le contexte, on observe de très nombreuses variantes : Amarcocche, Amar Koke, Amar Kokke, Amar, Amarr, Ammar, Beshada, Cocche, Gudela, Gudella, Hamar, Hamars, Hamer-Bana, Hamer-Banna, Hamerkoke, Hamers, Hammer, Haner-Bana, Humr, Karo, Kerre, Koke, Nkamar.

## Mode de vie
Ce sont surtout des éleveurs de bovins, le bétail occupe donc une place très importante dans leur culture. Les Hamers sont semi-nomades. Ils suivent un itinéraire, tracé par leurs ancêtres, avec de nombreux points d'arrêt. Durant leurs longues pauses, si la saison s'y prête, ils se mettent à l'agriculture, plus particulièrement la culture du sorgo. Ils vivent dans des huttes précaires, qui conviennent à leur vie semi-nomade. Lorsqu'ils se retrouvent placés près d'une ville où se trouve un marché, ils n'hésitent pas à s'y rendre, afin de se procurer d'autres biens.

## Traditions

### L'Ukuli

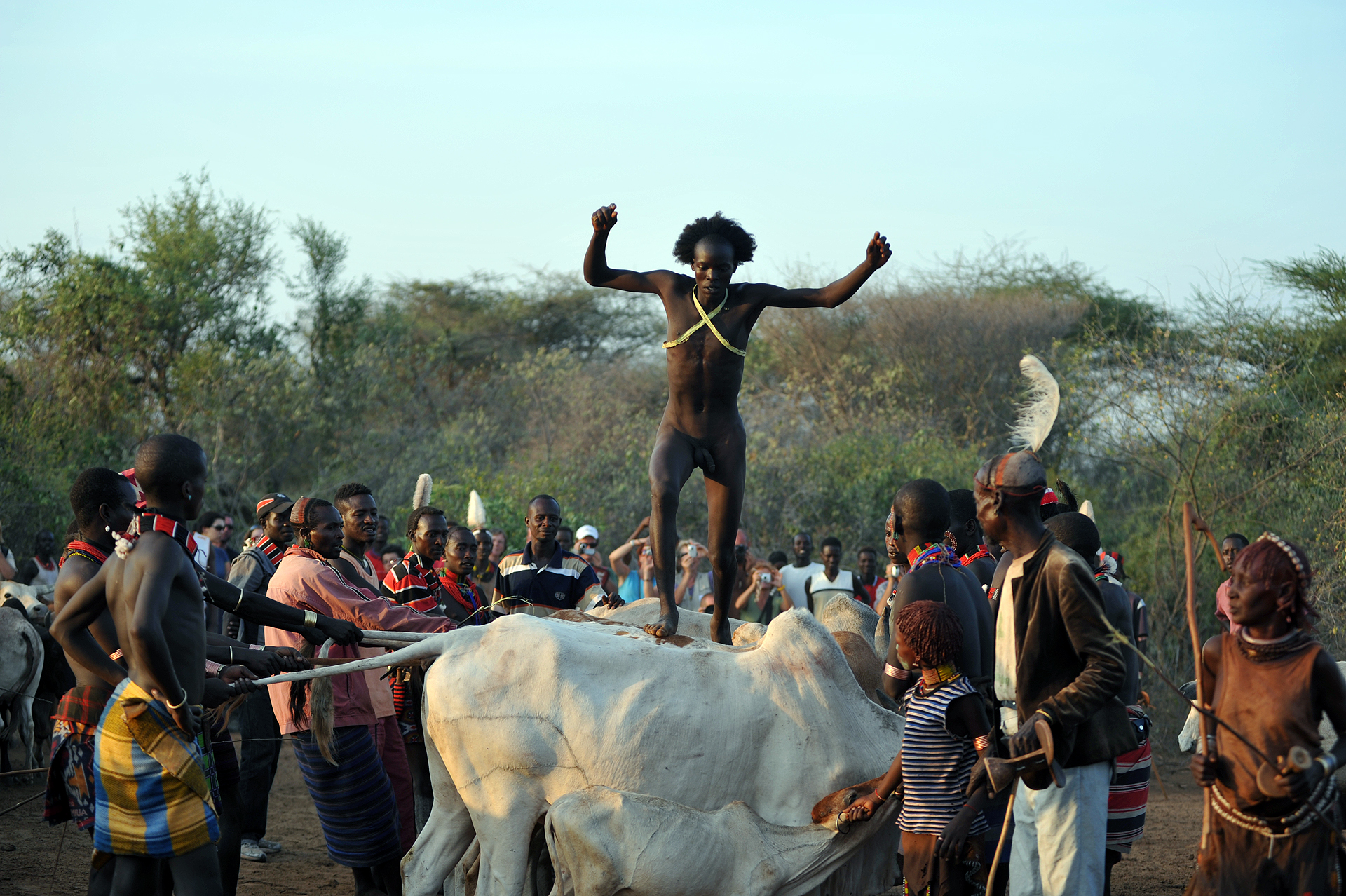
Cérémonie de l'Ukuli.

La principale et la plus populaire cérémonie que les Hamers célèbrent est l'Ukuli. L'Ukuli est un rite initiatique, qui marque le passage des garçons à l'âge adulte, la possibilité de contracter un mariage, et de posséder un troupeau. Il donne lieu à de très grandes festivités, qui durent plusieurs jours. Le garçon qui participera à l'Ukuli est désigné par le chef de la communauté. Une fois désigné, le garçon porte le nom d'Ukuli. Durant cet événement qui rassemble toute la communauté Hamers, l'Ukuli doit sauter par-dessus un troupeau[évasif], que l'on a aligné. Il doit effectuer quatre aller-retour, sans chuter, pour réussir le rite, et  acquérir le statut d'adulte. Les festivités commencent, les femmes apportent de grandes quantités de bière de Sorgo, les chants et les danses, les rencontres prennent part[pas clair]. Après l'Ukuli, le nouvel homme, appelé Donza, intègre pendant quelque temps, le cercle des Maz, tout cela dans la logique du cycle initiatique. Les Maz forment un groupe fermé, ayant leurs propres rites, leur propre alimentation, leur propre façon de communiquer.

### La beauté chez les Hamers

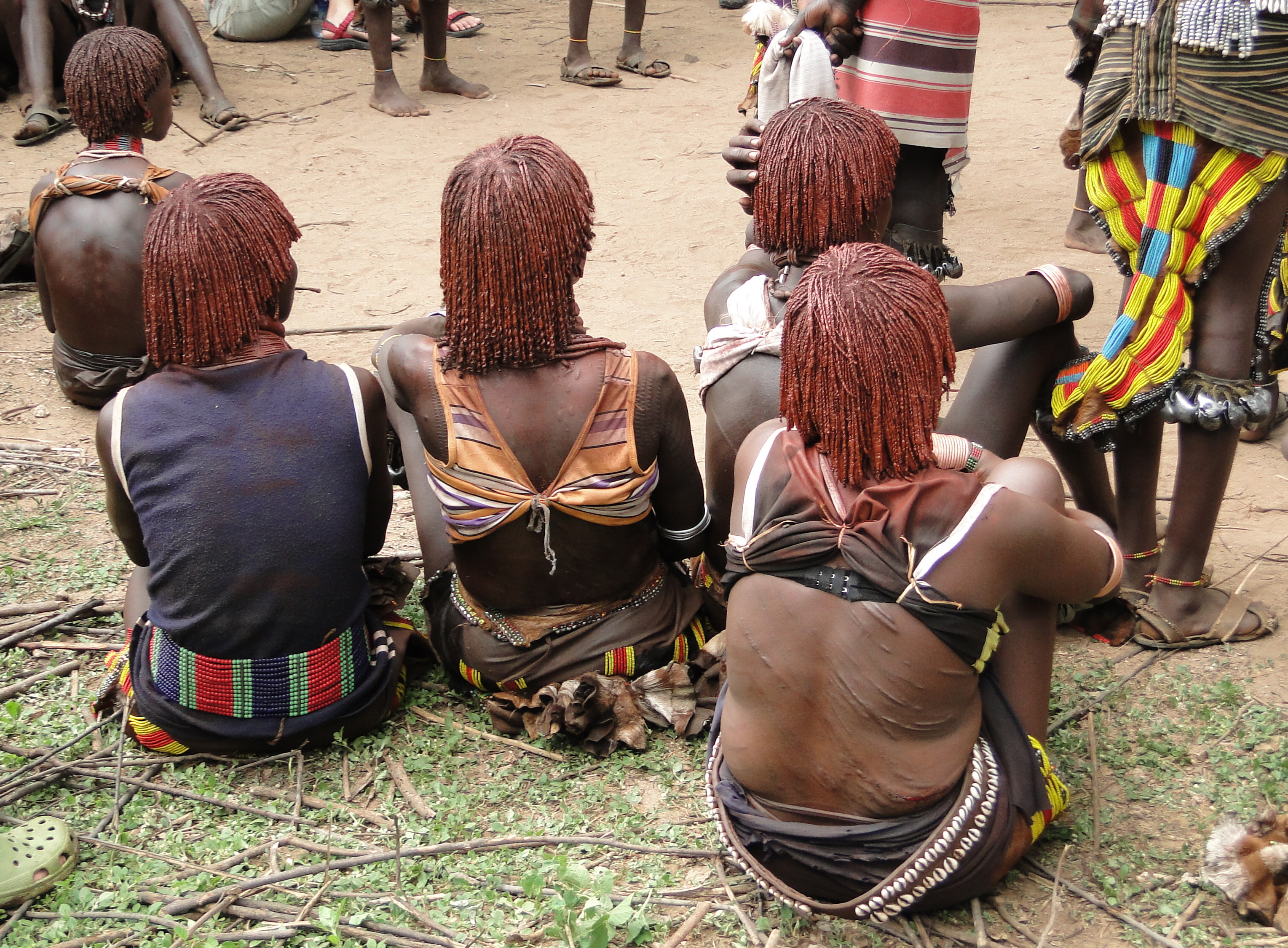
Femmes Hamer avec leurs cheveux tressés

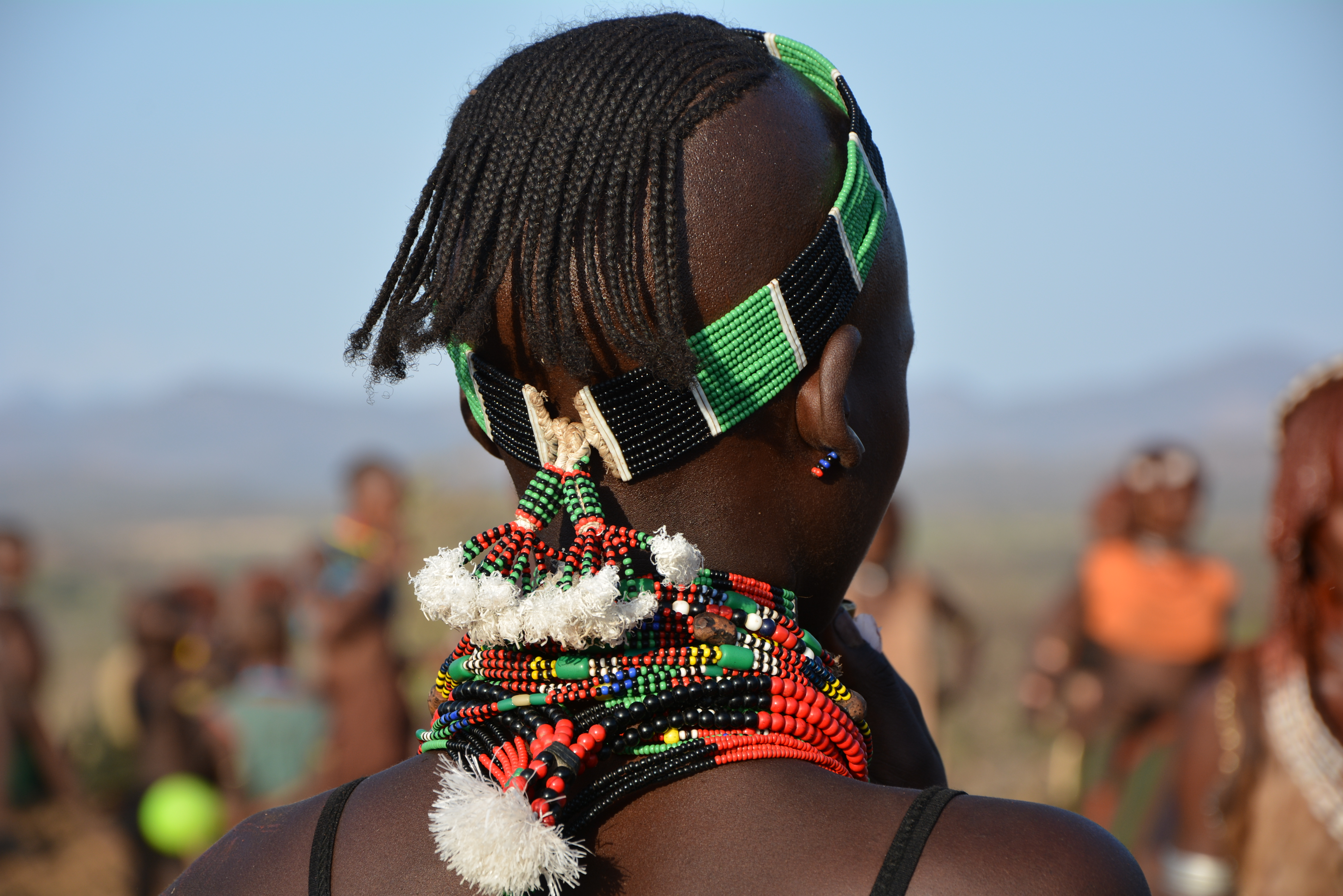
Décorations Hamer

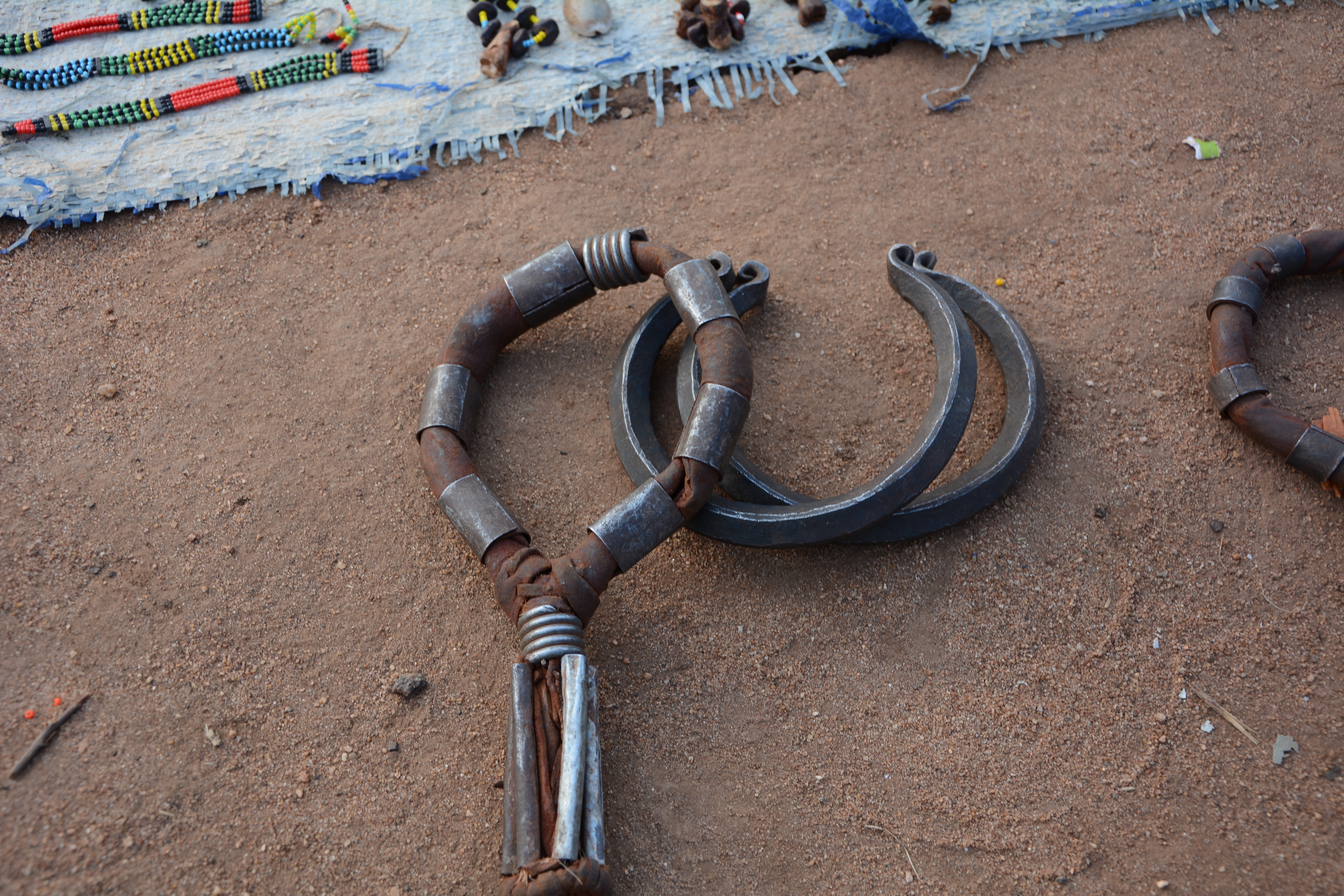
Colliers pour femmes mariées

Les Hamers ont un sens particulier de l'esthétique, et les deux sexes accordent beaucoup de temps à s'embellir. Les femmes portent un habit fait de trois peaux de chèvre décorées de cauris (deux en guise de jupe et une en tant que corsage). Elles ont de nombreux bracelets en cuivre, fabriqués à partir des douilles de « kalach » autour des avant-bras. Elles coiffent leurs cheveux en fine Locks, qu'elles enduisent d'un mélange de beurre et d'ocre rouge.  
Les hommes portent aussi les colliers, mais de façon moins importante. Ils ont les oreilles percées, dans lesquelles ils insèrent plusieurs anneaux d'argent. Ils ont souvent les cheveux tressés. Durant la période de L'Ukuli, l'homme défait ses tresses, et rase la partie frontale de son crâne. Une fois qu'il a réussi son initiation, ses cheveux sont enduits d'argile, de différentes couleurs. Lorsqu'ils sont secs, on fixe une plume d'autruche sur la calotte qui s'est formée.

### Religion
Les Hamers sont pour la majorité musulmans Sunnites, les autres ont conservé leur religion traditionnelle.

## Le bétail
La vache, le bétail, est la principale richesse du Hamer. Plus le cheptel est grand, plus le rang social des propriétaires est élevé. Les Hamers ont un vocabulaire très élaboré, pour désigner chaque teinte, chaque forme, les tailles et le pelage de leurs bêtes. Chaque Hamer porte le nom d'un bovin, en plus de son nom traditionnel. Beaucoup d'heures sont consacrées au soin des bêtes.

## Population

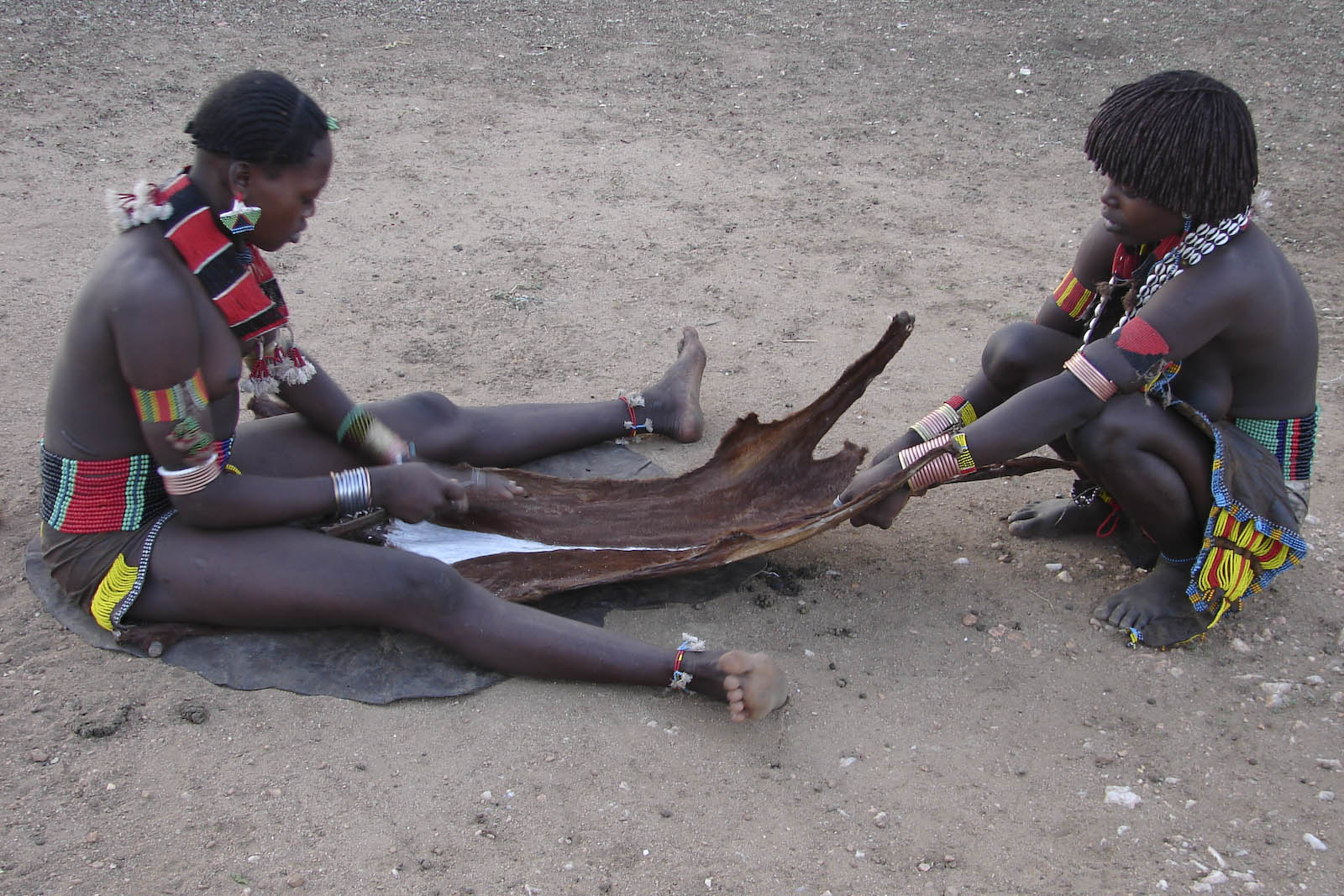
Le travail des peaux

Selon les chiffres du recensement de 1994 en Éthiopie, 42 448 personnes se sont déclarées Hamer sur une population totale d'environ 53 millions, soit près de 0,1 %. Lors du recensement de 2007, 46 534 se sont déclarées « Hamer » sur une population totale de 73 750 932 personnes.

## Un peuple menacé
Les Hamers sont très touchés par l'occidentalisation de ses membres. Leur culture disparait peu à peu. Le prosélytisme religieux, des chrétiens et musulmans, qu'ils subissent également. Le tourisme, de plus en plus massif dans cette région, entraîne de nombreuses dérives, dont la commercialisation de leurs cultures[réf. nécessaire].

## Voir aussi

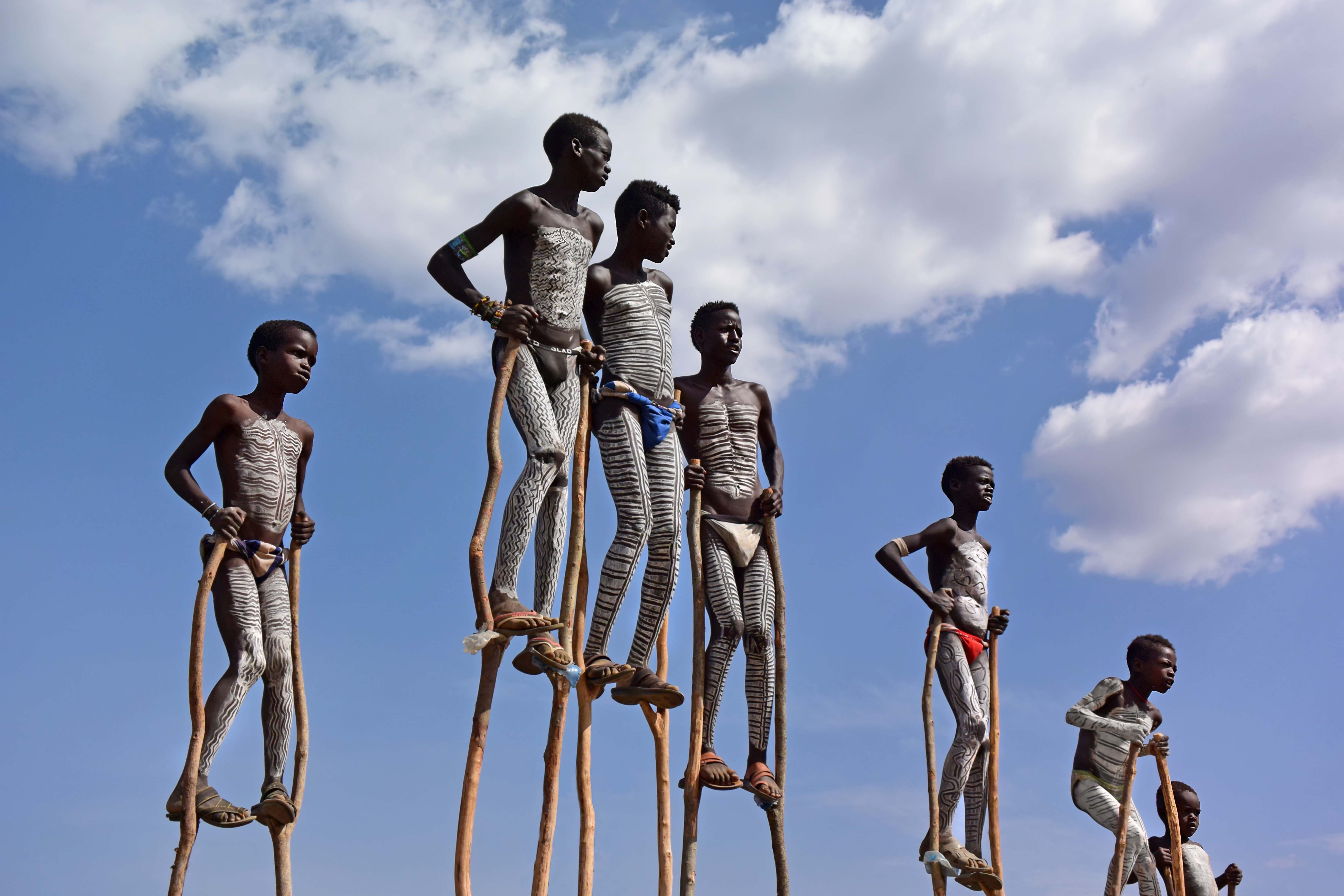
Jeunes Bannas, peuple proche des Hamers, montés sur des échasses, parés de peintures corporelles traditionnelles. Juin 2014.

### Filmographie
- (en) Rivers of Sand, réalisé par Robert Gardner, 1973, 83'
- (en) Sweet Sorghum: An Ethnographer's Daughter Remembers Life in Hamar, Southern Ethiopia, réalisé par Ivo Strecker et Jean Lydall et leur fille Kaira Strecker, IWF, Watertown, Massachusetts, 1974 (édité en VHS)
- (en) The Hamar Trilogy (The Women Who Smile, Two Girls Go Hunting and Our Way of Loving), trois films réalisés par Jean Lydall, Filmakers Library, NYC, 1996
- (en) Duka's Dilemma: A Visit to Hamar, Southern Ethiopia, réalisé par Jean Lydall et Kaira Strecker, 2001 (édité en DVD)
- (en) The Last Warriors: The Hamar and Karo Tribes: Searching for Mingi, A Trans Media production, Southern Star. Princeton, New Jersey: Films for the Humanities & Sciences, 2001 (édité en VHS)

### Discographie
- (en) Nyabole: Hamar – Southern Ethiopia, CD, Museum collection Berlin series, 2003 (enregistrements réalisés entre 1970 et 1976)